# Royal Society of Chemistry

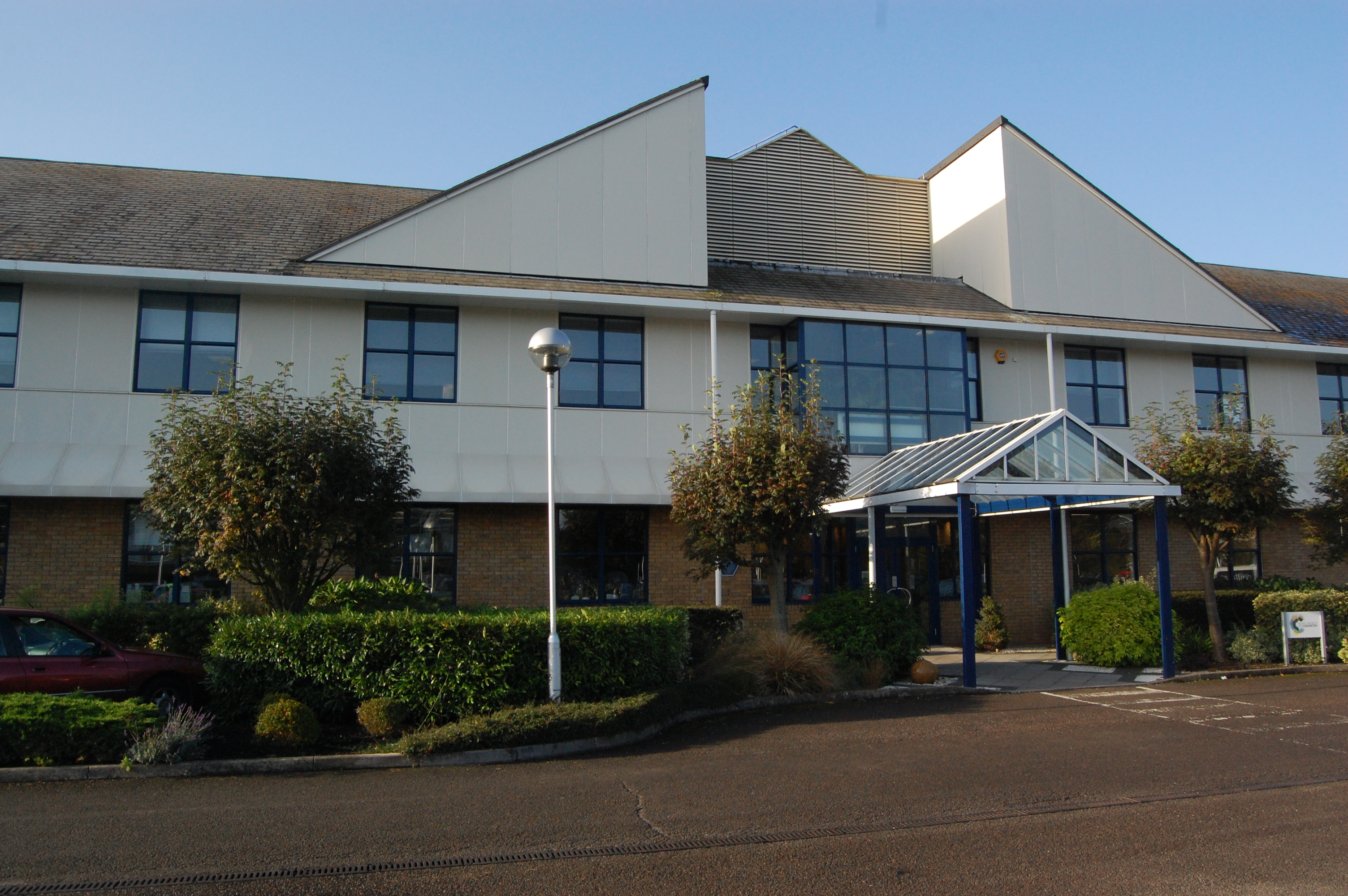
Thomas Graham House

Het Royal Society of Chemistry (RSC) is een wetenschappelijk genootschap in het Verenigd Koninkrijk met als doel het bevorderen van de chemische wetenschap. De hoofdzetel is Burlington House in Piccadilly (Londen). Het genootschap heeft ook een kantoor in Thomas Graham House in Cambridge, waar de uitgeverij RSC Publishing is gevestigd, en dependances in de Verenigde Staten, China en India.
De vereniging werd opgericht in 1980 door de fusie van de Chemical Society met het Royal Institute of Chemistry, de Faraday Society en de Society for Analytical Chemistry. Het genootschap kreeg een dubbele rol als beroepsvereniging en als wetenschappelijk instituut. Bij de start had de vereniging in het Verenigd Koninkrijk 34.000 leden en daarbuiten achtduizend.
De tegenhanger van de beroepsvereniging in Nederland is de Koninklijke Nederlandse Chemische Vereniging (KNCV); de beroepsvereniging voor chemie, life sciences, procestechnologie en (bio)moleculaire wetenschap. In Belgisch Vlaanderen neemt de Koninklijke Vlaamse Chemische Vereniging deze taken waar. De tegenhanger in Nederland voor het wetenschappelijk gedeelte is de Koninklijke Nederlandse Akademie van Wetenschappen. In Belgisch Vlaanderen neemt de Koninklijke Vlaamse Academie van België voor Wetenschappen en Kunsten deze taken waar.